# Bayantooroi, Govi-Altai

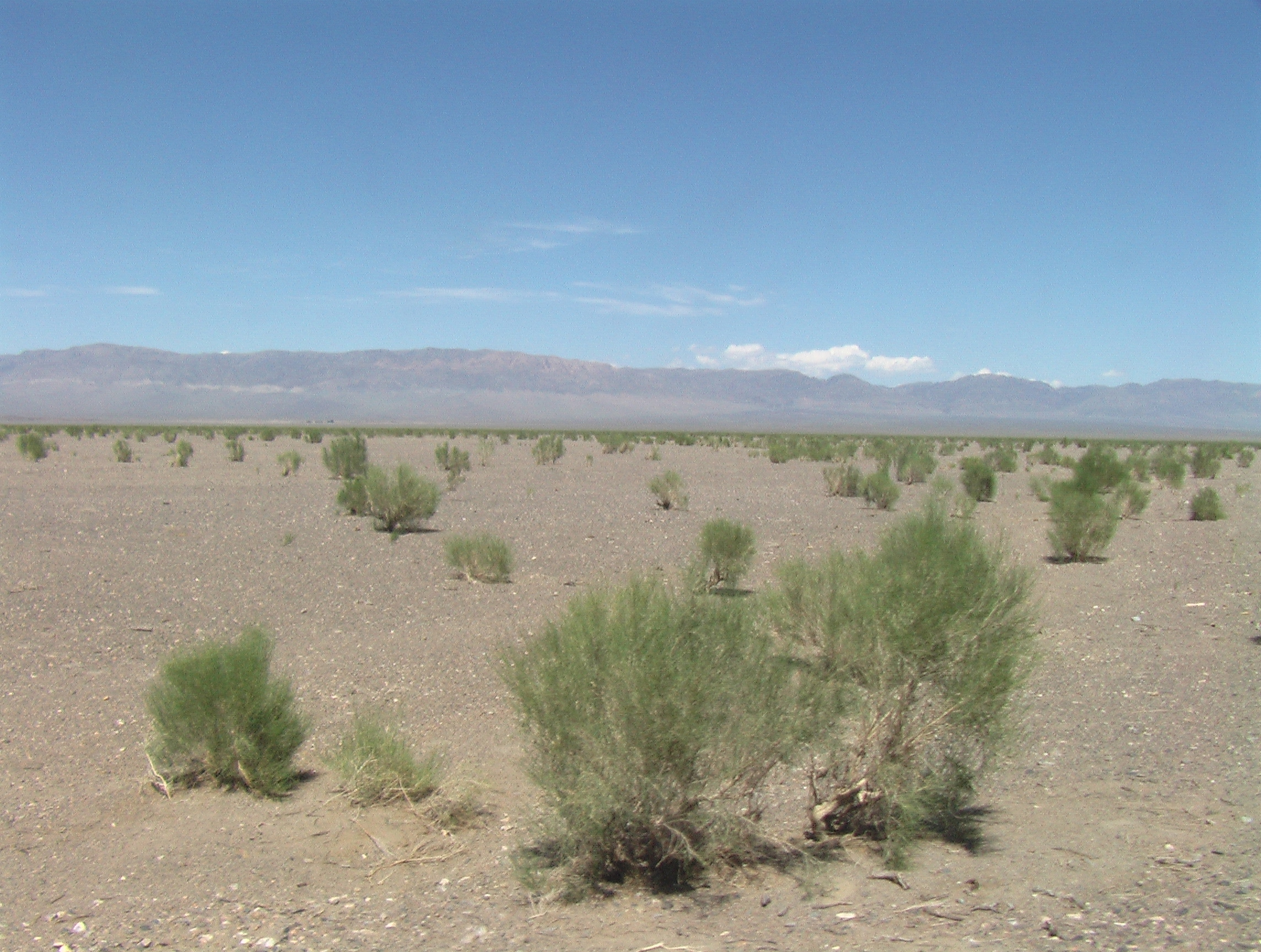
Cảnh quan sa mạc Gobi gần Bayantooroi.

Bayantooroi (tiếng Mông Cổ: Баянтоорой) là một khu định cư ở sum Tsogt, tỉnh Govi-Altai, miền tây Mông Cổ. 
Bayantooroi là một khu định cư được tưới tiêu trong một ốc đảo trên sa mạc Gobi, cách trung tâm sum Tsogt 62 km về phía nam. Di tích tự nhiên Eej Khairkhan Uul cách Bayantooroi 50 km về phía tây.